# Saint-Loup-de-Buffigny
Saint-Loup-de-Buffigny – miejscowość i gmina we Francji, w regionie Grand Est, w departamencie Aube.
Według danych na rok 1990 gminę zamieszkiwało 161 osób, a gęstość zaludnienia wynosiła 16 osób/km².